# Andorra ai Giochi della XXXIII Olimpiade
Andorra ha partecipato ai Giochi della XXXIII Olimpiade, che si sono svolti a Parigi dal 26 luglio all'11 agosto 2024, con una delegazione di due atleti, un uomo e una donna.
Si è trattato della tredicesima presenza di questo paese ai Giochi olimpici estivi, ai quali Andorra ha sempre partecipato a partire dall'edizione di Montréal 1976. Come nelle precedenti edizioni, non sono state conquistate medaglie.

## Delegazione
| Sport            | Uomini | Donne | Totale |
| ---------------- | ------ | ----- | ------ |
| Atletica leggera | 1      | 0     | 1      |
| Canoa/kayak      | 0      | 1     | 1      |
| Totale           | 1      | 1     | 2      |

## Risultati

### Atletica leggera
| Q | Qualificato al turno successivo per la posizione in qualificazione                                                           |
| q | Qualificato per il turno successivo per ripescaggio o, negli eventi su campo, conquistando la misura minima per qualificarsi |

Maschile
Eventi su pista e strada
| Nahuel Carabaña | 3000 m siepi | 8'19"44 | 7° | non qualificato | non qualificato | non qualificato | non qualificato | non qualificato | non qualificato |

### Canoa/Kayak

#### Slalom
Femminile
| Atleta                  | Evento | Qualificazioni | Qualificazioni | Qualificazioni | Qualificazioni | Qualificazioni | Qualificazioni | Semifinali | Semifinali | Semifinali | Finale          | Finale          | Finale          |
| Atleta                  | Evento | 1ª manche      | Pos.           | 2ª manche      | Pos.           | Migliore       | Posizione      | Penalità   | Tempo      | Posizione  | Penalità        | Tempo           | Posizione       |
| ----------------------- | ------ | -------------- | -------------- | -------------- | -------------- | -------------- | -------------- | ---------- | ---------- | ---------- | --------------- | --------------- | --------------- |
| Mònica Dòria Vilarrubla | C-1    | 101.28         | 3ª             | 151.68         | 19ª            | 101.28         | 3 Q            | 0          | 106.53     | 3ª Q       | 6"              | 113.58          | 6ª              |
| Mònica Dòria Vilarrubla | K-1    | 95.93          | 4ª             | 98.51          | 15ª            | 95.93          | 10 Q           | 54"        | 156.28     | 22ª        | non qualificata | non qualificata | non qualificata |

#### Kayak cross
| Atleta                  | Evento | Qualificazione | Posizione | Primo turno | Ripescaggio | Batterie  | Quarti di finale | Semifinale      | Finale          |
| Atleta                  | Evento | Qualificazione | Posizione | Posizione   | Posizione   | Posizione | Posizione        | Posizione       | Posizione       |
| ----------------------- | ------ | -------------- | --------- | ----------- | ----------- | --------- | ---------------- | --------------- | --------------- |
| Mònica Dòria Vilarrubla | KX-1   | 73.15          | 9ª        | 1ª Q        | Bye         | 2ª Q      | 4ª               | non qualificata | non qualificata |